# Khaldoon Al Mubarak
Khaldoon Al Mubarak (1 de diciembre de 1975; Abu Dhabi, Emiratos Árabes Unidos) es un empresario educado en Estados Unidos, y miembro del gobierno emiratí siendo el jefe del Departamento de Asuntos Ejecutivos de la nación. En Occidente es conocido por ser el presidente del equipo de fútbol inglés Manchester City, equipo que a su vez es dueño de otros como el Melbourne City de Australia, el New York City de Estados Unidos y el Montevideo City Torque de Uruguay. Es de los hombres más cercanos a la familia real de EAU en materia económica y deportiva, responsable entre otras cosas, de llevar la Fórmula 1 al país árabe con el Gran Premio de Abu Dabi.
Al Mubarak tiene intereses en el sector de la construcción en su país, además de manejar intereses en proyectos mineros de Sudamérica, específicamente en Colombia, al ser quien dirige Mubadala Investment Group, la compañía dueña de Minesa, empresa creada en 2013 con el fin de obtener la licencia de explotación, de parte del gobierno colombiano, para extraer oro en la provincia de Soto Norte, departamento de Santander, con reservas calculadas en su subsuelo de 9 millones de onzas aproximadamente. Pese a los beneficios que se obtendrían producto del pago de regalías al estado y a la posible generación de cientos de empleos directos e indirectos, ha habido una férrea oposición de ambientalistas, dirigentes políticos y habitantes de la región, por la amenaza que implica la contaminación de la reserva hídrica que nutre a más de 4 millones de habitantes, producto de posibles malos manejos que Minesa le dé a los residuos de cianuro y mercurio necesarios para extraer el oro, además de la destrucción del ecosistema de páramo que cause la minería a gran escala, volviéndose incluso un tema de interés nacional e internacional. Sin embargo, la inversión hecha en el país durante la década de 2010, buscando el favor del gobierno y de sectores productivos del país en favor de la explotación del páramo, quedó en riesgo al ser archivada en octubre de 2020 la solicitud de Minesa por parte de la Autoridad Nacional de Licencias Ambientales (ANLA), declarando deficiente el Estudio de Impacto Ambiental en la zona hecho por la minera. Luego del proceso de apelación por parte de Minesa, la ANLA ordenó en enero de 2021 el archivo definitivo de la licencia ambiental para el megaproyecto minero.